# Tubularia couthouyi
Tubularia couthouyi är en nässeldjursart som beskrevs av Agassiz 1862. Tubularia couthouyi ingår i släktet Tubularia och familjen Tubulariidae. Inga underarter finns listade i Catalogue of Life.